# Đặng (họ)
Đặng (chữ Hán: 鄧) là một họ người Việt Nam, Trung Quốc, Đài Loan, Hồng Kông, Hàn Quốc, Singapore và một số nơi khác trên thế giới.
Ở Việt Nam, số lượng người mang họ Đặng phổ biến đứng thứ 10 với 1,9% dân số (2022).